# یلوه تاج‌حنایی
یلوه تاج‌حنایی (نام علمی: Laterallus viridis) نام یک گونه از تیره یلوگان است.